# سولسینو
سولسینو (به ایتالیایی: Solesino) یک کومونه در ایتالیا است که در استان پادووا واقع شده‌است.

## خصوصیات
سولسینو ۱۰٫۳ کیلومترمربع مساحت و ۷٬۰۶۸ نفر جمعیت دارد.